# Војни комунитет у Земуну
Војни комунитет у Земуну била је војна општина са већим самоуправним правима, у којој је 1751. године организована прва комунална управа - Магистрат, на челу са градским судијом, односно градоначeлником. Значај комунитета за Земун је много већи од Београдског мира (1739. године), када је Земун постао погранично насељe, после укидања властелинства и уласка у састав Војне границе, јер је њихово оснивање помогло произвошачима и трговцима пољопривредним производима, који успевају на обалама Дунава и Саве и земунским занатлијама да произвeдену робу лакше пласирају на слободно тржиштe у окружењу, и тиме обезбеде материјалну базу за лакше финансирање војне општине.

## Историја
Пустошење у аустријско-турских ратова, крајем 17. и почетком 18. века завршени су Пожаревачким миром 1718. године. Тада је Аустрија коначно добила Земун и задржала га све до краја Првог светског рата, који се поклапа са пропашћу своје царевине. Доласком аустријске власти прилике у Земуну се мењају. Муслимански живаљ бесповратно одлази на југ, а раније разбегло хришћанско становништво се враћа на своја огњишта. Поред староседелаца Срба, Земун сада насељавају и немачке занатлијске породице. 
Ушавши у састав Аустрије, Земун и села у околини постају посед породице Шенборн. Године 1730. отворена је врло значајна земунска установа (Контумац) главна пропусна и санитарна станица за робу, путнике и пошту и споредна станица за свакодневни промет. Кад је Београдским миром (1739) граница између Аустрије и Турске успостављена на Дунаву и Сави, нагло је порасла важност овог краја. 
Године 1746. укинута је властелинска управа и сва насеља југоисточног Срема ушла су у оквире Војне границе, а погранични Земун постаје слободан војни комунитет с уређеном управом (Магистрат). Од 1746 до 1749. године у Земуну је владала војна управа, која је у овом периоду била у знаку утврђивања нових прописа и тражењу најповољнијег решења за сам град који се налазио на раскрсници главних речних и сувоземних путева и у непосредној близини османског Београда. А у 18. и 19. веку Земун као станица на копненом трговачком путу Беч-Цариград, постаје важно трговачко место.
Већи део власти убрзо је схвати да се развој занатства и трговине не уклапа са чисто војном администрацијом. Па је власт у духу меркантилистичке политике, интензивирале своје активности у циљу унапређења одређених привредних грана, пословања и грађанства. Такође је било неопходно дозволити граничарима у Земуну и околини продају њихових пољопривредних производа и снабдети их неопходним потрепштинама. 
После већања нашло се компромисно решење: град је био одвојен из Војне границе и надлежности Петроварадинског пука. Године 1749. Земун је постао слободни војни комунитет - војна општина - са већим самоуправним правима, у којем је 1751. године организована прва комунитетска управа - Магистрат.
Постојећим прописима становништво Земуна имало је одређена права и дужности и делило се на три разреда: 
Грађани
Међу грађане комунитета убрајали су се они који су имали непокретно имање, бавили се трговином или неким занатом, а који су осим тога уживали и глас непорочности. Грађанско право стицало се одлуком Магистрата однсоно издатим грађанским писмом. Назив грађанин није било наследно и обавезивало је носиоца, на оданост јер се могло одузети. 
Грађани су могли постати само трговци и занатлије, али морали су да се одликују људским врлинама и истовремено буду богати, да би могли да поднесу све врсте пореза и, ако је потребно, бесплатно обављају различите општинске послове. Грађани су уживали велике привилегије. Нису се могли због своје кривице осуђени на батине, већ на новчану казну. Казну затвора нису издржавали са другим осуђеницима, већ у посебној просторији у Магистрату у такозваном „грађанском затвору”
Контрибуенти (пореске главе)
Контрибуенти су били порески обвезници који су имали имање у Земуну, бавили се трговином, занатством и другим делатностима. Они су чинили већину комунитета. 
Шуцконтрибуенти (заштићени контрибуенти)
Заштичћни контрибуенти „су плаћали 2 форинте за право што су живели под магистратском заштитом. Њих није било много, јер слободног досељавања у комунитет није било.

## Печaт и грб комунитета у Земуну
Са оснивањем слободни војног комунитета 1749. године, и магистратура 1751. године Земун је добио и свој први печат и грб.
Печат Магистрата
На првом печету - грбу приказано је стабло, за које се сматра да је јабалан. После јаблана, на централном месту грба је стабло јабука са десет златних јабука у крошњи, која је било у породичном грбу породице Шенборн, које је владало Земуном након протеривања Турака.
Грб комунитета Земуна
Грб Земуна формира се од елемената узетих из грба Сремског војводства и из грба породице Шенборн. Неки извори помињу чемпрес као крошњасто стабло који се налази у средишњем делу грба Земуна. Статутом Земуна, који је усвојен 1897. године, користи се појам „крошњасто стабло”. Грб Земуна са насловне стране статута из 1884. године највероватније је усвојен 1883. године и у сличном облику се јавља од оснивања магистрата, с тим што је у званичној употреби био царски орло све до 1871. године, када је Земун добио статус краљевског слободног града.

## Укидање комунитета
Када је, 1881. године укинут земунски комунитат, то је задало тежак ударац даљем земунском привредном напретку.